# 五山里駅
五山里駅（オサンニえき）は、大韓民国全羅北道益山市にかつて存在した韓国鉄道公社（KORAIL）長項線の駅である。2008年1月1日以降、すべての列車が通過していた。

## 歴史
- 1931年6月15日：無配置簡易駅として営業開始。[1]
- 1944年6月15日：廃止。
- 1964年9月15日：配置簡易駅として再開業。小荷物取り扱い開始。
- 1972年7月20日：無配置簡易駅に格下げ。
- 1974年4月1日：乙種代売所に指定。
- 1990年8月1日：乗車券車内取り扱い駅に指定。
- 2008年1月1日：旅客取り扱い中止。
- 2010年12月：駅舎撤去。
- 2020年8月13日：大野駅 - 益山駅間の新線移行に伴い廃止。

## 駅構造
- 単式ホーム1面1線の地上駅。

## 隣の駅
韓国鉄道公社
長項線 
大野駅 - (臨陂駅) - 五山里駅 - 益山駅